# Diocle di Corinto
Diocle di Corinto (in greco antico Διοκλής ο Κορίνθιος; Corinto, ... – Tebe, dopo il 728 a.C.) è stato un atleta greco antico.

## Biografia
Nativo della città di Corinto, fu vincitore della gara dello stadion (circa 180 metri) ai Giochi olimpici antichi nel 728 a.C.
Si narra che Diocle fosse l'amante di Filolao, appartenente alla famiglia dei Bacchiadi, nomoteti della città di Tebe. Diocle lasciò Corinto per andare a vivere con lui per il resto della loro vitaː i due furono sepolti in tombe adiacenti. Tra l'altro, accanto alla tomba di Diocle si teneva una gara di baci tra eromenoi giudicati dai loro erastai